# Raivuna sinica
Raivuna sinica är en insektsart som först beskrevs av Walker 1851.  Raivuna sinica ingår i släktet Raivuna och familjen Dictyopharidae. Inga underarter finns listade i Catalogue of Life.